# San José de Jáchal
San José de Jáchal es una ciudad argentina, ubicada en el centro norte de la provincia de San Juan, en el centro oeste del oasis agrícola del valle de Jáchal, en la margen derecha del río Jáchal, al norte de la ciudad de San Juan.
Es la ciudad cabecera, sitio de asiento de autoridades gubernamentales y centro administrativo e institucional del departamento Jáchal. Es también una de las principales ciudades de la provincia de San Juan, ocupando el 5.º puesto (teniendo en cuenta la carga poblacional) entre las ciudades de mayor importancia.
Es núcleo de una importante región agrícola y minera por excelencia del norte sanjuanino.
Su principal vía de comunicación es la RN 150, cuya ruta la convertiría en una localidad componente del futuro corredor bioceánico, tras la construcción de un túnel en el Paso de Agua Negra, conectándola con el centro del país y los puertos de Coquimbo en Chile  y Porto Alegre en Brasil.
Se caracteriza por poseer un estilo colonial en sus edificaciones y en el aspecto urbano.

## Historia
Fue fundada el 25 de junio de 1751 por el maestre de campo Juan de Echegaray por orden de la Junta de Poblaciones del Reino de Chile. Ese mismo mes, mediante interesante ceremonia, nace a la vida civil y política la Villa de San José de Jáchal, a cuarenta leguas al norte de San Juan de la Frontera.

## Geografía

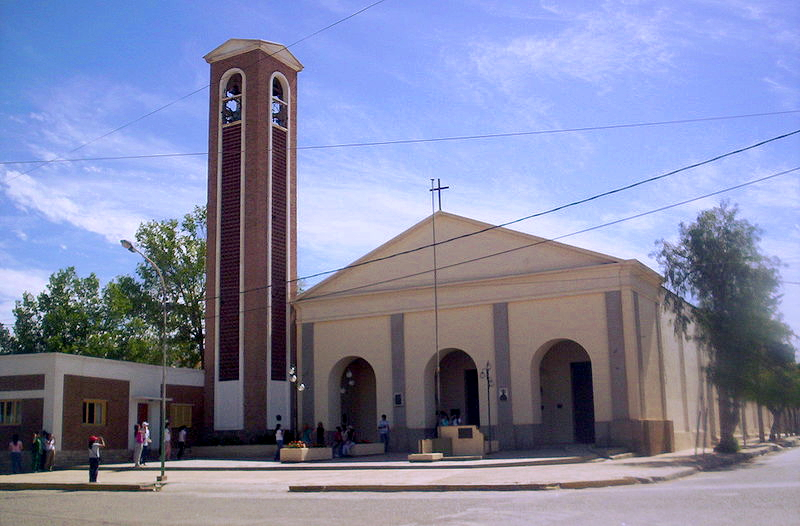
Iglesia matriz de San José de Jáchal

San José de Jáchal se encuentra ubicado en el centro oeste del Valle de Jáchal, en el centro norte de la provincia de San Juan, al norte de la ciudad de San Juan, a 153 kilómetros, emplazada en la parte centro oeste del Departamento Jáchal. Alrededor de ciudad se destaca un paisaje desértico con escasa vegetación numerosas serranías y otro artificial construido por el hombre (cultivado con frutas y hortalizas de todo tipo).
En cuanto a las características climáticas es semidesértico, con escasas precipitaciones, una considerable aridez y una importante oscilación térmica tanto anual como diaria. Las temperaturas oscilan entre los 25 °C de enero, cuando las máximas superan los 32 °C y se alcanzan los 42 °C absolutos, y los 7 °C de julio, donde no son extrañas las heladas, registrándose temperaturas por debajo de -10 °C.
| Parámetros climáticos promedio de San José de Jáchal (1991–2020, extremos 1961–presente) | Parámetros climáticos promedio de San José de Jáchal (1991–2020, extremos 1961–presente) | Parámetros climáticos promedio de San José de Jáchal (1991–2020, extremos 1961–presente) | Parámetros climáticos promedio de San José de Jáchal (1991–2020, extremos 1961–presente) | Parámetros climáticos promedio de San José de Jáchal (1991–2020, extremos 1961–presente) | Parámetros climáticos promedio de San José de Jáchal (1991–2020, extremos 1961–presente) | Parámetros climáticos promedio de San José de Jáchal (1991–2020, extremos 1961–presente) | Parámetros climáticos promedio de San José de Jáchal (1991–2020, extremos 1961–presente) | Parámetros climáticos promedio de San José de Jáchal (1991–2020, extremos 1961–presente) | Parámetros climáticos promedio de San José de Jáchal (1991–2020, extremos 1961–presente) | Parámetros climáticos promedio de San José de Jáchal (1991–2020, extremos 1961–presente) | Parámetros climáticos promedio de San José de Jáchal (1991–2020, extremos 1961–presente) | Parámetros climáticos promedio de San José de Jáchal (1991–2020, extremos 1961–presente) | Parámetros climáticos promedio de San José de Jáchal (1991–2020, extremos 1961–presente) |
| Mes                                                                                      | Ene.                                                                                     | Feb.                                                                                     | Mar.                                                                                     | Abr.                                                                                     | May.                                                                                     | Jun.                                                                                     | Jul.                                                                                     | Ago.                                                                                     | Sep.                                                                                     | Oct.                                                                                     | Nov.                                                                                     | Dic.                                                                                     | Anual                                                                                    |
| ---------------------------------------------------------------------------------------- | ---------------------------------------------------------------------------------------- | ---------------------------------------------------------------------------------------- | ---------------------------------------------------------------------------------------- | ---------------------------------------------------------------------------------------- | ---------------------------------------------------------------------------------------- | ---------------------------------------------------------------------------------------- | ---------------------------------------------------------------------------------------- | ---------------------------------------------------------------------------------------- | ---------------------------------------------------------------------------------------- | ---------------------------------------------------------------------------------------- | ---------------------------------------------------------------------------------------- | ---------------------------------------------------------------------------------------- | ---------------------------------------------------------------------------------------- |
| Temp. máx. abs. (°C)                                                                     | 42.7                                                                                     | 41.5                                                                                     | 39.6                                                                                     | 39.0                                                                                     | 36.2                                                                                     | 35.5                                                                                     | 34.1                                                                                     | 36.5                                                                                     | 39.1                                                                                     | 39.9                                                                                     | 43.0                                                                                     | 45.3                                                                                     | 45.3                                                                                     |
| Temp. máx. media (°C)                                                                    | 32.9                                                                                     | 31.2                                                                                     | 29.0                                                                                     | 24.5                                                                                     | 20.5                                                                                     | 18.5                                                                                     | 17.6                                                                                     | 20.4                                                                                     | 22.8                                                                                     | 26.9                                                                                     | 30.3                                                                                     | 32.7                                                                                     | 25.6                                                                                     |
| Temp. media (°C)                                                                         | 25.4                                                                                     | 23.3                                                                                     | 21.0                                                                                     | 16.0                                                                                     | 11.2                                                                                     | 8.4                                                                                      | 7.2                                                                                      | 10.0                                                                                     | 13.5                                                                                     | 18.3                                                                                     | 22.0                                                                                     | 24.9                                                                                     | 16.8                                                                                     |
| Temp. mín. media (°C)                                                                    | 16.6                                                                                     | 15.1                                                                                     | 13.0                                                                                     | 7.2                                                                                      | 2.6                                                                                      | -1.0                                                                                     | -2.4                                                                                     | -0.6                                                                                     | 3.3                                                                                      | 7.8                                                                                      | 11.8                                                                                     | 15.2                                                                                     | 7.4                                                                                      |
| Temp. mín. abs. (°C)                                                                     | 6.6                                                                                      | 4.4                                                                                      | -1.2                                                                                     | -2.9                                                                                     | -8.1                                                                                     | -10.4                                                                                    | -12.4                                                                                    | -10.2                                                                                    | -7.4                                                                                     | -5.6                                                                                     | -1.4                                                                                     | -1.0                                                                                     | -12.4                                                                                    |
| Precipitación total (mm)                                                                 | 18.6                                                                                     | 32.3                                                                                     | 16.0                                                                                     | 8.2                                                                                      | 5.7                                                                                      | 3.2                                                                                      | 3.4                                                                                      | 1.8                                                                                      | 5.4                                                                                      | 4.8                                                                                      | 5.9                                                                                      | 18.1                                                                                     | 123.3                                                                                    |
| Días de precipitaciones (≥ 0.1 mm)                                                       | 4.5                                                                                      | 4.8                                                                                      | 3.7                                                                                      | 2.6                                                                                      | 2.0                                                                                      | 1.2                                                                                      | 1.2                                                                                      | 1.3                                                                                      | 1.5                                                                                      | 1.5                                                                                      | 1.2                                                                                      | 2.9                                                                                      | 28.5                                                                                     |
| Días de nevadas (≥ 0.1 cm)                                                               | 0                                                                                        | 0                                                                                        | 0                                                                                        | 0.1                                                                                      | 0                                                                                        | 0.1                                                                                      | 0.6                                                                                      | 0.4                                                                                      | 0.3                                                                                      | 0                                                                                        | 0                                                                                        | 0                                                                                        | 1.6                                                                                      |
| Horas de sol                                                                             | 285.2                                                                                    | 240.1                                                                                    | 220.1                                                                                    | 192.0                                                                                    | 179.8                                                                                    | 174.0                                                                                    | 195.3                                                                                    | 226.3                                                                                    | 225.0                                                                                    | 269.7                                                                                    | 294.0                                                                                    | 306.9                                                                                    | 2812.4                                                                                   |
| Humedad relativa (%)                                                                     | 53.4                                                                                     | 58.1                                                                                     | 62.0                                                                                     | 64.9                                                                                     | 66.2                                                                                     | 63.4                                                                                     | 61.7                                                                                     | 56.0                                                                                     | 54.4                                                                                     | 50.6                                                                                     | 48.2                                                                                     | 49.1                                                                                     | 57.3                                                                                     |
| Fuente: Servicio Meteorológico Nacional                                                  |                                                                                          |                                                                                          |                                                                                          |                                                                                          |                                                                                          |                                                                                          |                                                                                          |                                                                                          |                                                                                          |                                                                                          |                                                                                          |                                                                                          |                                                                                          |

### Sismicidad
La sismicidad del área de Cuyo (centro oeste de Argentina) es frecuente y de intensidad baja, y un silencio sísmico de terremotos medios a graves cada 20 años en distintas áreas aleatorias.
Terremoto de Caucete 1977el 23 de noviembre de 1977, la región fue asolada por un terremoto y que dejó como saldo lamentable algunas víctimas, y un porcentaje importante de daños materiales en edificaciones.
Sismo de 1861aunque dicha actividad geológica catastrófica, ocurre desde épocas prehistóricas, el terremoto del 20 de marzo de 1861 señaló un hito importante dentro de la historia de eventos sísmicos argentinos ya que fue el más fuerte registrado y documentado en el país. A partir del mismo la política de los sucesivos gobiernos mendocinos y municipales han ido extremando cuidados y restringiendo los códigos de construcción. Y con el terremoto de San Juan de 1944 del 15 de enero de 1944 (81 años) el gobierno sanjuanino tomó estado de la enorme gravedad sísmica de la región.
El Día de la Defensa Civil fue asignado por un decreto recordando el sismo que destruyó la ciudad de Caucete el 23 de noviembre de 1977, con más de 40.000 víctimas sin hogar. No quedaron registros de fallas en tierra, y el más notable efecto del terremoto fue la extensa área de licuefacción (posiblemente miles de km²).

### Población

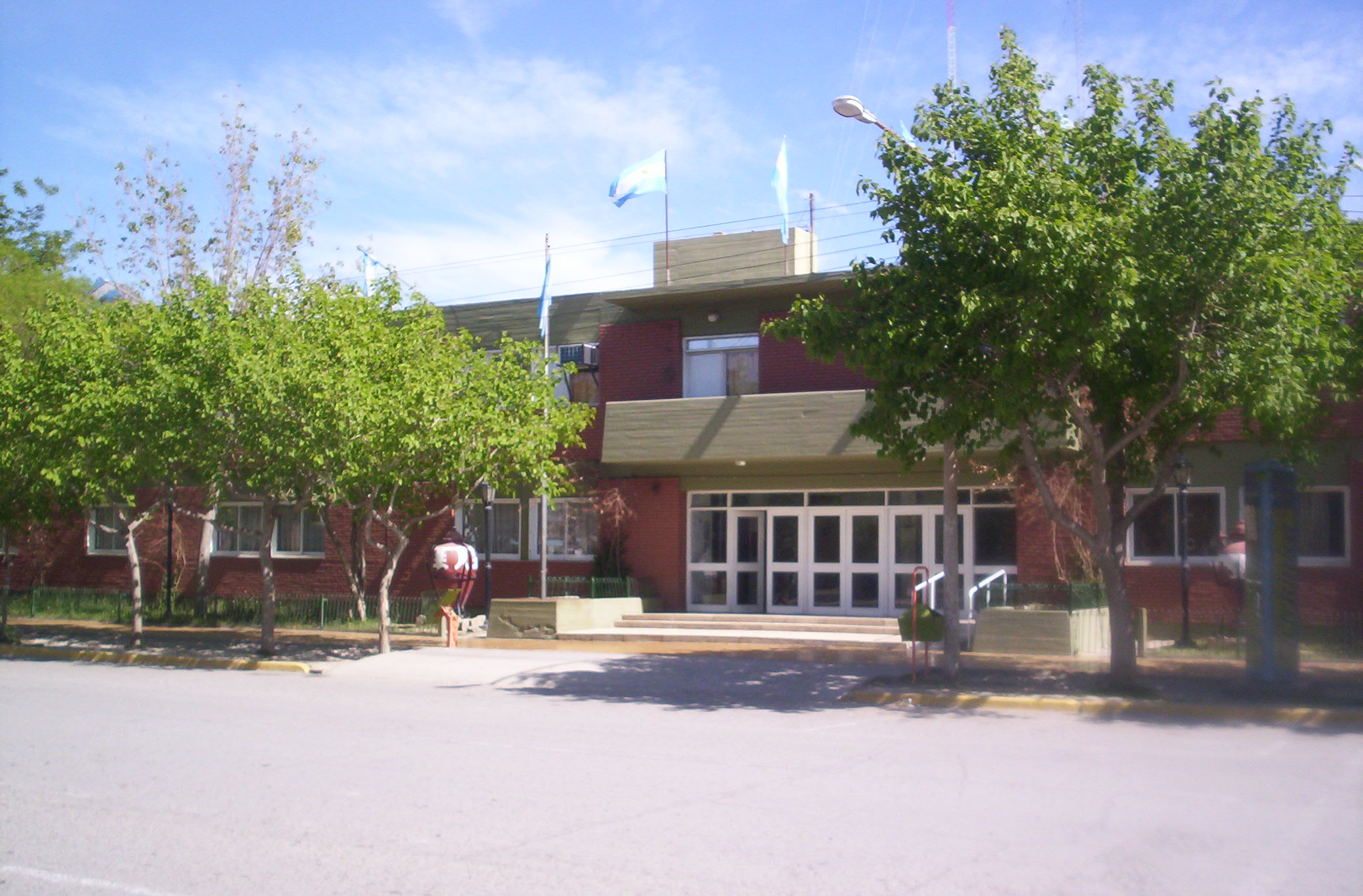
Vista del edificio de la Municipalidad de Jáchal.

Vista de la plaza principal.

Contaba con 10,993 habitantes (Indec, 2001), lo que representa un incremento del 13,0% frente a los 9,726 habitantes (Indec, 1991) del censo anterior. Esta magnitud la sitúa como el quinto aglomerado en importancia de la provincia. Su población se concentra alrededor del centro de la ciudad, donde aún sigue conservando condiciones rurales.

Tiene 14 749 km² y según datos del censo 2010, posee una población de 21 730 habitantes, 3,4 por ciento más que en 2001 cuando los pobladores eran 21 018.

## Aspecto urbano
San José de Jáchal posee una fisonomía de ciudad colonial, destacándose calles y veredas angostas con una escasa vegetación sobre las mismas con edificación de un estilo antiguo. La trama de la ciudad se desarrolla a partir de una perfecta cuadrícula (damero).
En la plaza principal, denominada plaza San Martín se halla un Monumento a Francisco Narciso Laprida de la artista argentina Lola Mora donde representa al presidente del Congreso de Tucumán de 1816 durante su juventud.

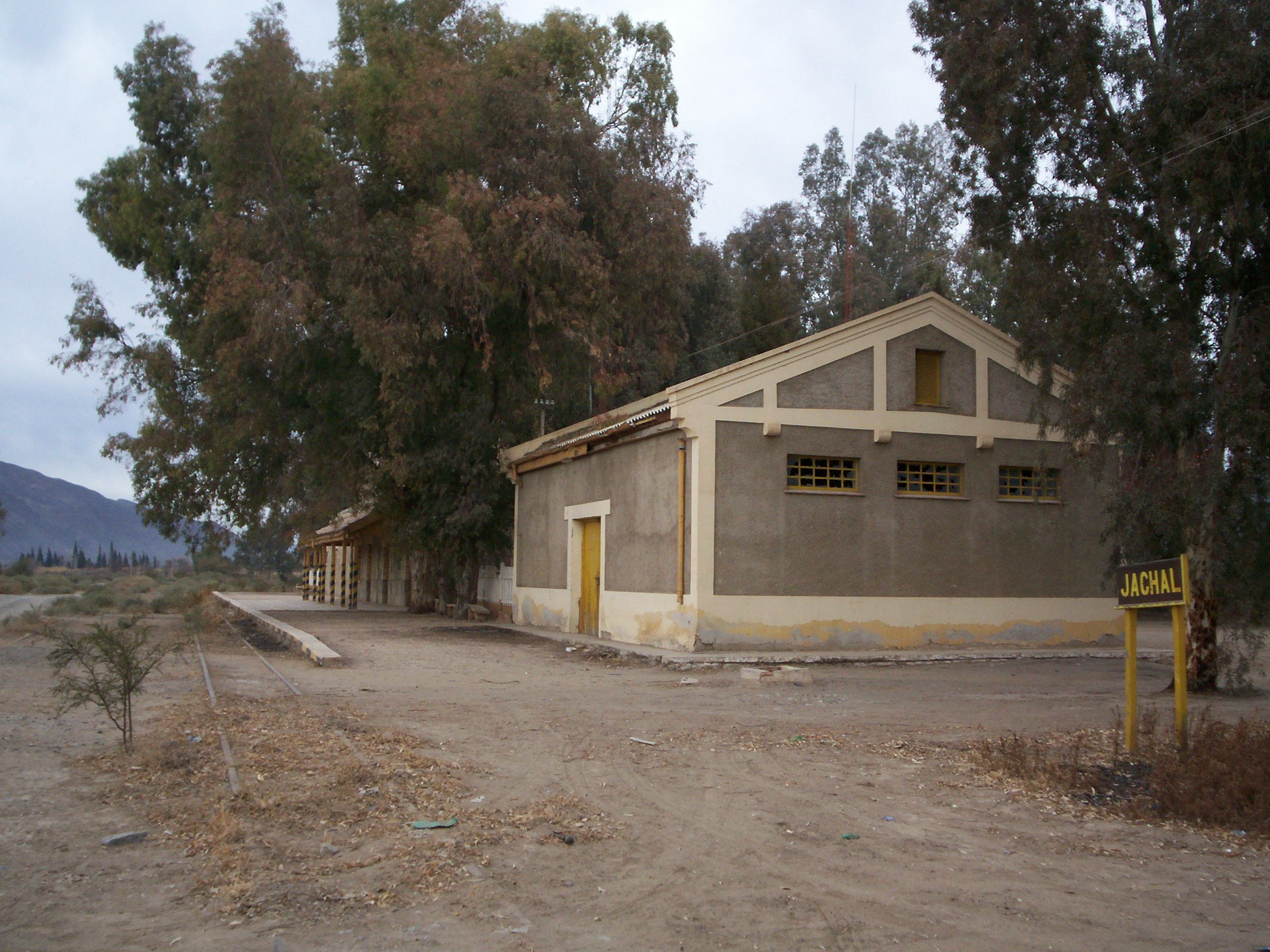
Estación Jáchal, punta de riel del FFCC Belgrano.

## Transporte
Su principal vía de acceso es la RN 40, que la comunica con la ciudad de San Juan; y la RN 150, que la convertiría en una ciudad componente del futuro corredor biocéanico, tras la construcción de un túnel en los Andes, precisamente en el Paso de Agua Negra, conectándola con el extremo nordeste y noroeste de la provincia, el centro del país y los puertos de Coquimbo en Chile y Porto Alegre en Brasil. También se destaca RP 456, que la comunica con el resto de las localidades del Valle de Jáchal

## Turismo
Visita los lugares más ancestrales y llenos de historia como los molinos, los camping naturales, cuestas miradores tierra de cultura tradición y folklore.
La Subsecretaría de Cultura y Turismo de la provincia de San Juan decidió convertir a San José de Jáchal en la capital sanjuanina de la Cultura y la tradición ya que durante el mes de noviembre se celebra ahí la Fiesta Provincial de la Tradición, donde se realizan espectáculos con intérpretes locales y nacionales, muestra de artesanías, venta de comidas típicas etcétera
Templo de San José
Fue declarado Monumento Histórico Nacional por la tradición que representa en la acción evangelizadora en Cuyo. El templo fue habilitado en 1785 y su sala parroquial fue escenario de importantes acontecimientos históricos.
El edificio actual fue inaugurado el 8 de septiembre de 1878. Sus muros son de adobe y su fachada está compuesta por tres arcos que soportan una cabecera triangular. En 1959, el templo fue embellecido con una torre de hormigón armado. Otros atractivos son el museo de la Iglesia, Museo Prieto donde se resguarda piezas arqueológicas donde se conservan una excepcional colección de piezas pertenecientes a las distintas culturas que habitaron nuestro suelo

## Educación
En 2009 la ciudad hizo historia al volverse en la primera sede de la Universidad Nacional de San Juan fuera del Gran San Juan. Gracias a un acuerdo celebrado en junio, en el marco de los actos conmemorativos del 258 aniversario del departamento de Jáchal, entre la Universidad Nacional de San Juan, el Gobierno Provincial y la Municipalidad de Jáchal, que sirvió para la creación de la primera sede en el interior de la provincia, en la ciudad de San José de Jáchal, donde se dispone de la tecnicatura en exploración geológica.

## Parroquias de la Iglesia católica en San José de Jáchal
| Arquidiócesis | San Juan de Cuyo |
| ------------- | ---------------- |
| Parroquia     | San José         |

## Televisión
En esta ciudad existe una estación transmisora digital terrestre para ver los canales de aire gratuitos de la TDA (Televisión Digital Abierta).